# Ronald Grossarth-Maticek

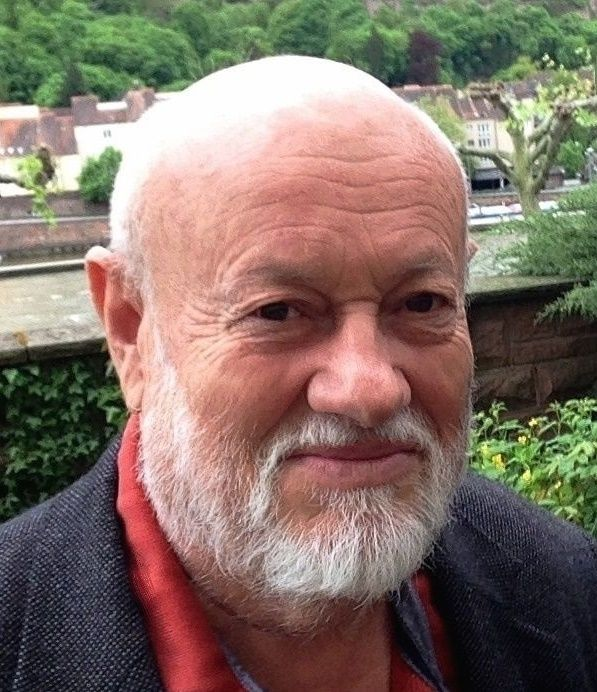
Ronald Grossarth-Maticek, 2015

Ronald Grossarth-Maticek (* 1940 in Budapest) ist ein deutscher Medizinsoziologe und Buchautor in Heidelberg, Deutschland.

## Leben
Ronald Grossarth-Maticek studierte Soziologie, Psychopathologie, Kriminologie und Medizin in Heidelberg und Belgrad. 1973 promovierte er an der Universität Heidelberg im Fach Soziologie. 1981 wurde in Heidelberg sein Sohn Jan Grossarth geboren. 1991 promovierte er an der Universität Belgrad zum Doktor der medizinischen Wissenschaften.
Er leitete von 1973 bis 1995 die Heidelberger Prospektive Studie, eine Langzeituntersuchung, in der rund 30.000 Menschen aus 18.000 Heidelberger Haushalten über einen Zeitraum von mehr als 20 Jahren in regelmäßigen Abständen hinsichtlich einer Vielzahl von gesundheitsbeeinflussenden Variablen untersucht wurden.
Er erfasste hierbei auf umfangreichen Fragebögen Dutzende physischer Faktoren (etwa Rauchen, Bewegung, Organvorschädigungen, genetische Disposition und Ernährung) sowie psychische Faktoren (frühkindliche Mutterbindung, Stressoren, Distress, Eustress, Selbstregulation). Er entwickelte eine eigene Verhaltenstypologie, in die er die Befragten anhand des Grades ihrer Selbstregulation einordnete.
Er arbeitete eng mit Hans Jürgen Eysenck zusammen. Von 1990 bis 2006 war Grossarth-Maticek Direktor des Instituts für präventive Medizin, politische, Wirtschafts- und Gesundheitspsychologie in Heidelberg. Anschließend übernahm er die Leitung des Heidelberger Zentrums für Multidisziplinäre Forschung (ZMF). Seit 2007 ist er außerdem Direktor des zwischenstaatlichen Programms für multidisziplinäre Studien des Europäischen Zentrums für Frieden und Entwicklung (ECPD), das zur Friedensuniverstiät der UN in Costa Rica gehört.

## Werk
Ronald Grossarth-Maticek ist bekannt durch seine Vortragstätigkeit, zahlreiche Bücher und Artikel in Fachzeitschriften. Er arbeitet schwerpunktmäßig auf dem Fachgebiet der Psychosomatik.

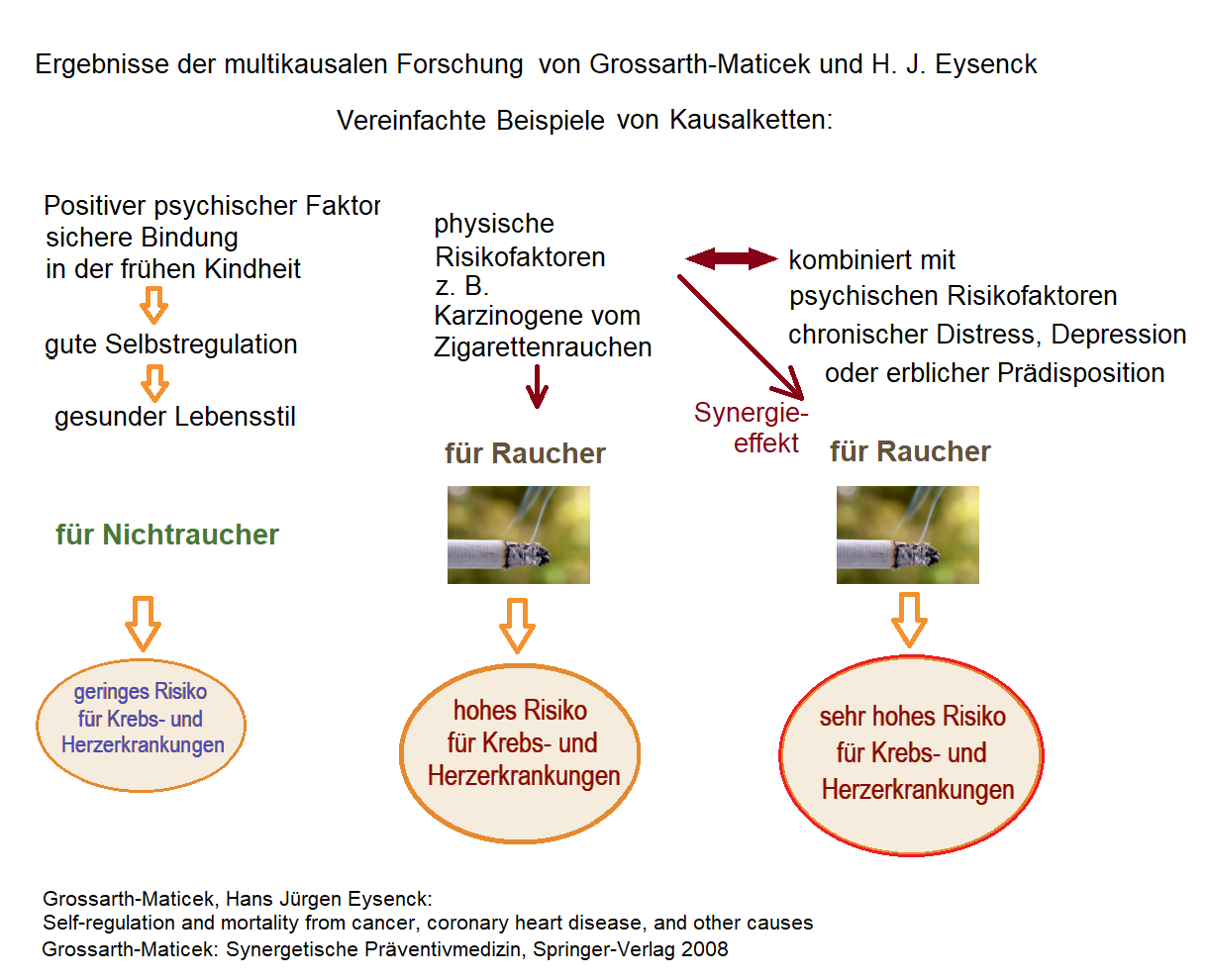
Kausalketten für Risiken im Zusammenhang mit Krebs- und Herzerkrankungen (laut Grossarth-Maticek)

Grossarth-Maticeks Forschungsergebnissen zufolge wird das Krankheitsrisiko durch eine schlechte Selbstregulation vervielfacht. Physische Risikofaktoren wirken vor allem in der Summe, besonders aber bei gleichzeitig vorhandenen psychischen Risikofaktoren. Grossarth konnte in der Heidelberger Prospektiven Studie eine überwiegend multikausale Krankheitsentstehung nachweisen. Bei Menschen mit ungünstiger Selbstregulation, die Verhaltensalternativen nicht erkennen, nicht in Betracht ziehen oder nicht umsetzen, spricht Grossarth-Maticek von einem „eigentümlichen Zwang, ohne Not genau so und nicht anders zu handeln“. Ein solches Verhalten entstehe durch eine Verfestigung von Verhaltensmustern in den ersten Lebensjahren. Wurde der „freie Fluss der Liebe“ durch frühkindliche Zurückweisungen, Traumata, Enttäuschungen oder andere Erlebnisse gestört, könne es im Erwachsenenalter zu Störungen der inneren und äußeren Kommunikation kommen, die sich in Kombination mit anderen Faktoren synergistisch auf das Gesundheitsgeschehen auswirken. Angeregt durch die Zusammenarbeit mit dem Psychologen Hans Jürgen Eysenck erarbeitete Grossarth eine eigene neue Verhaltenstypologie:

### Grossarthsche Verhaltenstypologie
In der von Grossarth entwickelten Verhaltenstypologie werden sechs Typen von Verhaltensmustern unterschieden:
Typ I: Leid in der Isolation: Zentrale und ausdauernde Ausrichtung auf ein ersehntes, aber sich entziehendes Objekt; Hemmung bei der Verwirklichung der ersehnten Nähe, somit Hemmung der Befriedigung dieses emotional wichtigsten Bedürfnisses.
Typ II: Hilflose Aufregung: Zentrale und ausdauernde Ausrichtung auf ein störendes, hinderndes Objekt, ohne Erreichung der ersehnten Distanzierung, mit immer wieder aufkommender Übererregung und einem Gefühl hilflosen Ausgeliefertseins.
Typ III: Ambivalenz: Hohe Ambivalenz und starke Egozentrik. Emotional instabil mit zwischenzeitlichen Phasen autonomer Selbstregulation, aber auch mit Phasen intensiver Suche nach Nähe bei emotionalen Bedürfnissen einerseits und nach Verletzungen Phasen hyperaktiver übermäßiger Distanzierung andererseits.
Typ IV: Gute Selbstregulation: Ausrichtung auf gegenwärtige Objekte, die Wohlbefinden, Lust und Sicherheit ermöglichen oder durch die eine Sinnerfüllung erlebt werden kann. Situations- und bedürfnisangepasste flexible Selbstregulation.
Typ V: Betont rational: rationales und antiemotionales Verhalten. Bei Überwältigtsein durch Emotionen entstehen Krisen wie depressive Verstimmung.
Typ VI: Irrational-emotional: irrationales, von eigenen Gefühlen dominiertes Verhalten, ohne rationale Überprüfung des eigenen Verhaltens.
Diese Typologie ist das Ergebnis der von Grossarth-Maticek durchgeführten Untersuchungen und Überlegungen zur Vorgeschichte und zur Häufigkeit von chronischen Erkrankungen und Gesundheit. Er hebt Ähnlichkeiten zwischen den Typen I und II hervor und sieht Typ III als eine Mischform von I und II. Selbstverständlich können bei einem Probanden Merkmale mehrerer Verhaltenstypen gleichzeitig vorhanden sein, dennoch ist meistens eines davon im Verhalten dominierend.

### Autonomietraining
Grossarth-Maticek und seine Mitarbeiter, darunter der Psychiater und Psychoanalytiker Helm Stierlin, entwickelten ein Autonomietraining, das darauf zielt, die Selbstregulation anzuregen. Bei diesem Autonomietraining wird im Gespräch die Fähigkeit gestärkt, durch eigenaktive Problemlösung Wohlbefinden, Lustgewinn, Sicherheit und Sinnerfüllung zu erreichen. Der Trainee wird dabei ermuntert, sich selbst wahrzunehmen und zu erkennen, welche Eigenaktivitäten sein Wohlbefinden steigern. Das Autonomietraining eigne sich demnach als präventive Intervention, um effektive Verhaltensänderungen in relativ kurzer Zeit zu erreichen und diese dann in ein langfristiges Präventivprogramm einzubauen.
Den Begriff Autonomie verwendet Grossarth im Sinne einer inneren Unabhängigkeit von Objekten mit negativ erlebten Folgen, welche durch Selbsterkenntnis und Neugestaltung der Kommunikation entsteht. Zur Selbstregulation gehöre die persönliche Fähigkeit, in zwischenmenschlichen Beziehungen durch das eigene Verhalten die Bedingungen für Lust, Wohlbefinden, Sicherheit und innere Ausgeglichenheit zu schaffen. Ziel des Automonietrainings sei aber kein egozentrischer Epikureismus, der Mitmenschen ignoriert, sondern ein Erlangen von Glück in einem gesellschaftlich akzeptierten Rahmen, der sowohl die Mitmenschen als auch die eigene Person respektiert und unterstützt. 2001 ließ er es unter dem Begriff Autonomietraining Gesundheit und Problemlösung durch Anregung der Selbstregulation markenrechtlich schützen.
Die in der Heidelberger Prospektiven Studie nachgewiesene im statistischen Durchschnitt deutlich lebensverlängernde Wirkung des Autonomietrainings bei Krebspatienten kann nicht so interpretiert werden, dass das Autonomietraining eine Methode wäre, mit der in jedem Falle eine dauerhafte Heilung erzielt werden kann, sondern die Ergebnisse zeigen, dass die Verbesserung der Selbstregulation einer der Faktoren ist, die zu einer Verbesserung der Funktion des Immunsystems beitragen etwa durch Verhaltensänderungen hinsichtlich gesundheitsschädlicher bzw. gesundheitsfördernder Gewohnheiten, Stressreduktion und Erhöhung des subjektiven Wohlbefindens. Entsprechende Ergebnisse erbrachte seine klinische Studie zur Misteltherapie in Verbindung mit Verbesserung der Selbstregulation.  Nach den Erkenntnissen von Grossarth-Maticek ist ein hohes Maß an Selbstregulation auch ein signifikanter Faktor für die Prävention (Vorbeugung). Das zeigte sich sowohl an denjenigen in dieser Langzeituntersuchung untersuchten Menschen, die bereits eine gute Selbstregulation aufwiesen, als auch bei denen, die diese im Rahmen der Studie durch ein Autonomietraining erlernten. In Grossarths Buch Kognitive Verhaltenstherapie finden sich die Überprüfungsergebnisse seiner hier auch als Programmtherapie bezeichneten Therapieform, die u. a. als wirksamer Bestandteil der Raucherentwöhnung experimentell getestet wurde.

### Bezugnahme auf die Gesundheits- und Sozialpolitik
Grossarth weist darauf hin, dass nach seinen Forschungsergebnissen die Kosten im Gesundheitssystem deutlich gesenkt werden können, wenn die Patienten durch Anregung der Eigenaktivität und Eigenverantwortung aus der herkömmlichen Passivbetreuung gerissen werden, und dass arbeitslos gewordene Menschen, die über eine gute Selbstregulation verfügen, deutlich kürzer ohne berufliche Betätigung sind als in einer passiven Erwartungshaltung erstarrte Menschen. In diesem Zusammenhang beschäftigen sich Grossarth und seine Kollegen auch mit der Urteilsbildung zum Bedingungslosen Grundeinkommen.

## Rezeption und Auszeichnungen
Der Psychologe Reinhold Schwarz und andere Kritiker werfen Grossarth-Maticek vor, er verfechte die sogenannte „Krebspersönlichkeit“, ein überholtes Konzept der Psychoonkologie. Grossarth-Maticek selbst spricht jedoch nicht von „Krebspersönlichkeit“, sondern er beschreibt spezifische Verhaltensmuster (z. B. Leid in der Isolation von ersehnten, als zentral wichtig empfundenen aber unerreichbaren Objekten), die bestimmte Risiken noch verstärkten, zum Beispiel das Lungenkrebsrisiko bei Rauchern. Hier spricht Grossarth-Maticek von Synergieeffekten. Er betont dabei die von ihm nachgewiesene Wirksamkeit der Intervention durch kognitive Verhaltenstherapie und somit die Veränderlichkeit von psychischen Faktoren und Verhaltensmustern.
Grossarth-Maticek konnte psychophysische Wechselwirkungen nachweisen, die die Erkrankungswahrscheinlichkeit erhöhen (vgl. Synergetische Präventivmedizin, Springer, Heidelberg 2008, Seite 210). Die sogenannte Krebspersönlichkeit wird von Grossarth-Maticek als Vertreter einer multidisziplinären Präventivmedizin empirisch widerlegt, da bei fehlendem oder nur geringem Einfluss physischer Krankheitsfaktoren (Zigarettenrauchen, Alkoholkonsum, ungesunde Ernährung usw.) das Verhaltensmuster als Einflussfaktor seine statistische Signifikanz verliert. Helm Stierlin, der das Konzept der Krebspersönlichkeit ebenfalls kritisch betrachtet, erkennt die von Grossarth-Maticek vorgenommene Unterscheidung zwischen Typ I und Typ IV an und bezeichnet sie, um ihre Veränderbarkeit hervorzuheben, als Mentalitäten.
Grossarths Daten und Methoden wurden von Werner W. Wittmann eingehend überprüft mit dem Ergebnis, dass hier eine valide Datenbasis geschaffen wurde, an der niemand mehr vorbei gehen könne, deren Implikationen ernst genommen und intensiv diskutiert werden müssen. Als Kernpunkt möglicher Kontroversen sah Wittmann die Frage, wie eine relativ kurze aber intensive Intervention wie das Autonomietraining so langfristige Effekte entfalten könne.
Bojan Godina spricht von einem Paradigmenwechsel in der Erforschung der Gesundheit, denn Grossarths Studien belegen bei den Therapieerfolgen auch Synergieeffekte zwischen der medizinischen Behandlung und einer Verbesserung der Selbstregulation. Godina weist dabei auf die wachsende Bedeutung der Psychoneuroimmunologie in der Krebsforschung in amerikanischen Studien hin.
Grossarths Forschungsergebnisse beeinflussten die Entwicklung der Psychoonkologie in Richtung ihrer heutigen Form.
Aufbauend auf Grossarth-Maticeks Autonomietraining und den Konzepten der Salutogenese entwickelte der Arzt und Lehrbeauftragte für Allgemeinmedizin an der Medizinischen Hochschule Hannover Theodor Dierk Petzold die Salutogene Kommunikation.
Vom Europäischen Zentrum für Frieden und Entwicklung (ECPD) wurde Grossarth-Maticek der Titel eines Professors verliehen, den er in Deutschland mit dem Zusatz Postgraduate Studies, ECPD, bzw. Professor für postgraduierte Studien, ECPD, führen darf.
In Japan besteht großes Interesse an der Heidelberger Prospektiven Studie zur Prävention. Jun Nagano und sein Team vom Institut für Gesundheitswissenschaften der Universität Kyūshū führten Kontrollstudien durch zur Korrelation zwischen den von Grossarth unterschiedenen Verhaltenstypen und der Häufigkeit bestimmter Erkrankungen sowie zur Wirksamkeit des Autonomietrainings. Obgleich Grossarth nicht von Persönlichkeitstypen spricht, sondern von sechs Typen von Verhalten, fehlt bei den japanischen Autoren die präzise Unterscheidung der Begriffe, so dass einerseits zutreffend von „behaviour“ gesprochen wird, aber dennoch auch der von Grossarth widerlegte Begriff der für bestimmte Krankheiten „anfälligen Persönlichkeit“ fälschlich verwendet wird. Im Rahmen einer Zusammenarbeit des Department of Psychosomatic Medicine der Universität Kyūshū mit der Ruprecht-Karls-Universität Heidelberg nahmen japanische Ärzte und Wissenschaftler unter der Leitung von Jun Nagano an zwei Symposien im Zentrum für Multidisziplinäre Forschung (ZMF) teil und gründeten die Japan Autonomie Training Association.

## Öffentliche Anfechtungen
In einem 2019 erschienenen Artikel in der Fachzeitschrift Journal of Health Psychology erheben Anthony J. Pelosi und David F. Marks Vorwürfe gegenüber Hans Jürgen Eysenck, mit dem Grossarth-Maticek viele Jahre publizierte, hinsichtlich eines (vermeintlichen) Zusammenhangs zwischen Persönlichkeitsmerkmalen und spezifischen Erkrankungen. Hierbei wird u. a. auf Studien aus den 1990er Jahren Bezug genommen, in denen die von Grossarth-Maticek erhobenen Daten angezweifelt werden aufgrund enormer Effektgrößen (z. B. Fox 1992) und es gäbe spätere Metastudien, die aufzeigten, dass keine anderen Forschungsgruppen Effekte von ähnlicher Größenordnung reproduzieren konnten.
Anthony J. Pelosi unterstellt Grossarth-Maticek, er hätte die Daten gefälscht oder inkorrekt erhoben. Der Artikel endet mit einem Aufruf, Veröffentlichungen von Grossarth-Maticek und Eysenck zu korrigieren oder aus der Literatur zurückzuziehen, um zu verhindern, dass diese weiterhin zitiert und beispielsweise als Grundlage für Therapien gebraucht werden. Im Editorial der Zeitschrift wurden zwei im Dezember 2018 veröffentlichte Briefe abgedruckt, in denen sich der Journaleditor David F. Marks unter dem Titel „The Hans Eysenck affair: Time to correct the scientific record“ die Meinung von Pelosi zu eigen macht und den Präsidenten des King’s College London (Eysenck's Alma Mater) sowie die British Psychological Society dazu aufruft, sich dafür einzusetzen, dass zahlreiche Veröffentlichungen von Grossarth-Maticek und Eysenck korrigiert oder zurückgezogen werden. Die beanstandeten Veröffentlichungen wurden u. a. mit der Begründung kritisiert, dass Eysencks Forschungsarbeiten teilweise durch die Tabakindustrie finanziert worden sein sollen und ihm deswegen ein Interesse unterstellt wird, eine Assoziation zwischen Persönlichkeit und Krebsleiden zu zeigen (statt einer Assoziation von Rauchen und Krebserkrankung). Grossarth-Maticek wird in dem Artikel als Mitarbeiter dargestellt, den Eysenck manipuliert und unfair behandelt habe („Any inquiry should not only investigate the alleged manipulation of data but also my concern that Eysenck appears to have mercilessly manipulated over many years an untrained (Buchanan, 2010b; Frentzel-Beyme, 1991), isolated (Eysenck, 1991b, 1997) and vulnerable (Colby, 1980) collaborator.“).
Grossarth-Maticek wies die Behauptungen auf seiner Website zurück, was er wie folgt begründet:

„Tatsächlich gibt es keine einzige Studie in der Welt, in der Replikationen der Grossarthschen Studien durchgeführt wurden und dies trotz mehrfacher internationaler Aufforderung. Eine objektive Replikationsstudie impliziert, dass die gleiche Methode, die gleichen Messinstrumente und die gleichen Interventionsmaßnahmen in ähnlichem Forschungsdesign durch unabhängige Wissenschaftler eingesetzt werden. Die Studie von Amelang kann keineswegs als Replikationsstudie angesehen werden, da dieser weder die therapeutischen Maßnahmen angewandt noch die effektiven Messinstrumente eingesetzt hat. Es gibt Teil-Replikationsstudien, die sich nur auf einige Aspekte der Grossarthschen Forschung beziehen, z. B. die Selbstregulationsfähigkeit. Auch diese zeigten hervorragende Bestätigungen der Ergebnisse der Grossarthschen Studien. Die hohe Effektivität der Ergebnisse der Grossarthschen Studien basiert auf der multikausalen Forschung, die von den Autoren mit keinem Wort erwähnt wird. Unsere Studien zeigen eindeutig, dass die multikausale Forschung, die eine große Anzahl von Risiko- und protektiven Faktoren erfasst, weitgehend effektivere Ergebnisse aufweist als die monokausale Forschung, die sich auf einen Faktor bezieht. Auch die multikausale präventive Therapie ist weitgehend effektiver als die Anwendung einer einzelnen therapeutischen Schule. So zeigte sich im Hinblick auf die Prävention von Krebserkrankungen, dass die gleichzeitige Anwendung mehrerer Maßnahmen, z. B. Verhaltenstherapie, lustbetonte Zigarettenentwöhnung, Einsatz von trizyklischen Antidepressiva, weitaus effektiver ist als wenn nur eine der erwähnten Interventionen vorgenommen wurde. Pelosi und Marks haben in keinem Satz gezeigt, dass sie unsere neue Schule der multikausalen Forschung auch nur im Ansatz zur Kenntnis genommen haben. … Professor Eysenck hat nie von der Tabakindustrie Geld bekommen, um einen Zusammenhang zwischen Persönlichkeit und Krebsleiden zu zeigen. Die Arbeiten von Grossarth-Maticek und Eysenck haben sich durchweg auf die Darstellung von psychophysischen Wechselwirkungen und Synergieeffekten bei der Entstehung chronischer Erkrankungen konzentriert. Da diese Tatsache in allen unseren international publizierten empirischen Studien nachweisbar ist, sind die Behauptungen von Pelosi und Marks unwahr und werden wider besseres Wissen erhoben.“
Grossarth kündigte gegen die Denunziation juristische Schritte an.

## Aktuelle Replikationsstudien
Veröffentlichung von Whitfield et al. (2020): "Trotz Kritik an den Grossarth-Maticek- und Eysenck-Daten fanden wir empirische Unterstützung für einige SIRI-Subtypen. In Übereinstimmung mit dem Grossarth-Maticek- und Eysenck-Persönlichkeits-Stress-Modell und in Übereinstimmung mit zwei früheren SIRI-Studien wurden inverse Assoziationen von Typ 4 (gesund) Scores mit der Gesamtmortalität gefunden und auch Typ 2 Scores sagen die CVD-Mortalität voraus. Es wurde jedoch kein signifikanter Zusammenhang zwischen Typ-1-Scores und der Krebsmortalität gefunden.
Die Ergebnisse einer Querschnittsstudie der Medizinischen Klinik III der Ruhr-Universität Bochum zur Untersuchung von Selbstregulation und Rauchen als Prädiktoren für Lungenkrebs bestätigen die von Grossarth et al. gefundenen Zusammenhänge, dass Risikofaktoren, allen voran der psychosoziale Risikofaktor Rauchen durch den Faktor Selbstregulation signifikant moduliert werden. Im darin zitierten Minnesota Multiphasic Personality Inventory Test wiesen Krebspatienten im Vergleich zu Nicht-Krebspatienten einen höheren prämorbiden Score hinsichtlich Repression und Depression auf. Demnach wächst das Verständnis für den Einfluss der Psyche auf das Immunsystem und somit auf eine mögliche Krebsentstehung in Zusammenschau mit neueren Ergebnissen der Psychoneuroimmunologie.

## Schriften (Auswahl)
- Kompetent Gesund. Krankheitsentstehung und Gesundheitsentwicklung im psychophysischen System. Das Autonomietraining als Prävention Tredition, Hamburg 2015.
- mit Renatus Ziegler: Individual Patient Data Meta-analysis of Survival and Psychosomatic Self-regulation from Published Prospective Controlled Cohort Studies for Long-term Therapy of Breast Cancer Patients with a Mistletoe Preparation (Iscador). In: Evidence-based complementary and alternative medicine : eCAM. Band 7, Nummer 2, Juni 2010, S. 157–166, doi:10.1093/ecam/nen025, PMID 18955332, PMC 2862937 (freier Volltext).
- Synergetische Präventivmedizin. Strategien für Gesundheit Springer, Heidelberg 2008.
- mit Volker Fintelmann, Fernando C. Dimeo, Michael Hamm, Bettina Hardewig-Budny: Ganz einfach gut leben. Krebsvorbeugung mit Leib und Seele. Erdl, Trostberg 2006.
- Ergebnisse einer prospektiven, randomisierten Verlaufsstudie zur Erforschung der Wirksamkeit eines Nahrungsergänzungsmittels in Bezug auf subjektive Befindlichkeit und Veränderung physischer Risikofaktoren. Erfahrungsheilkunde 52(8), Seite 497–508, Haug Verlag 2003.
- Selbstregulation, Autonomie und Gesundheit. Krankheitsfaktoren und soziale Gesundheitsressourcen im sozio-psycho-biologischen System Vorworte von Helm Stierlin und Peter Schmidt. De Gruyter, Berlin 2003.
- Autonomietraining. Gesundheit und Problemlösung durch Anregung der Selbstregulation De Gruyter, Berlin 2000.
- mit Helmut Kiene, Stephan M. Baumgartner, Renatus Ziegler: Einsatz von Iscador, ein Extrakt der europäischen Mistel (Viscum album), zur Krebsbehandlung: Prospektive nicht-randomisierte und randomisierte Matched-Pair-Studien eingebettet in eine Kohortenstudie In: Merkurstab, Heft 3, 2001, 54. Jg.
- Systemische Epidemiologie und präventive Verhaltensmedizin chronischer Erkrankungen – Strategien zur Aufrechterhaltung der Gesundheit De Gruyter, Berlin 1999.
- mit Helm Stierlin: Krebsrisiken – Überlebenschancen. Wie Körper, Seele und soziale Umwelt zusammenwirken. Carl-Auer-Systeme, Heidelberg 1998.
- Ronald Grossarth-Maticek, Hans Jürgen Eysenck, Greg J. Boyle: Method of test administration as a factor in test validity: the use of a personality questionnaire in the prediction of cancer and coronary heart disease. In: Behaviour Research and Therapy, Volume 33, Bd. 6, Juli 1995, S. 705–710
- mit Hans Jürgen Eysenck: Prophylactic effects of psychoanalysis on cancer-prone and coronary heart disease-prone probands, as compared with control groups and behaviour therapy groups. In: Journal of Behaviour Therapy and Experimental Psychiatry. Band 21, 1990, S. 91–99
- Kognitive Verhaltenstherapie – Rauchen Übergewicht Emotionaler Stress Springer Verlag 1979.
- Revolution der Gestörten? Quelle + Meyer, November 1982, mit einer Rezension in Die Zeit.[56]
- Krankheit als Biographie. Ein medizinsoziologisches Modell der Krebsentstehung und -therapie. Kiepenheuer & Witsch, Köln 1979.
- Radikalismus. Untersuchungen zur Persönlichkeitsentwicklung westdeutscher Studenten (= Schriftenreihe des Instituts fur Konfliktforschung. H. 5). Karger, Basel 1979.
- Anfänge anarchistischer Gewaltbereitschaft in der Bundesrepublik Deutschland. Hohwacht, Bonn-Bad Godesberg 1975.

## Belege
1. ↑  Ronald Grossarth-Maticek: Selbstregulation Autonomie und Gesundheit De Gruyter Verlag 2003
2. ↑  Ronald Grossarth-Maticek und Helm Stierlin: Krebsrisiken – Überlebenschancen – Wie Körper, Seele und soziale Umwelt zusammenwirken. Carl-Auer-Systeme, Heidelberg 1998, S. 110 f.
3. ↑  Zentrum für multidisziplinäre Forschung und Entwicklung präventiver Verhaltensstrategien
4. ↑  ZMF Autonomietraining
5. ↑  Ronald Grossarth-Maticek: Selbstregulation Autonomie und Gesundheit De Gruyter Verlag 2003
6. ↑  Limstudies: University for Peace
7. 1 2  Wo das Dogma beginnt, ist das Leben am Ende. In: Interview mit Grossarth-Maticek. brand eins 04/2002, abgerufen am 8. Januar 2016.
8. ↑  Grossarth-Maticek zitiert durch Theodor Dierk Petzold: Erfahrungen mit dem Autonomietraining. (PDF; 49 kB) 9. April 2005, archiviert vom Original am 23. Januar 2015; abgerufen am 12. März 2011., S. 1
9. ↑  R. Grossarth-Maticek: Selbstregulation, Autonomie und Gesundheit. Krankheitsrisiken und soziale Gesundheitsressourcen im sozio-psycho-biologischen System, 2002, ISBN 978-3-11-017495-3 Kapitel 4. Grossarthsche Verhaltenstypologie, S. 118–120
10. ↑  Ronald Grossarth-Maticek: Selbstregulation, Autonomie und Gesundheit – Krankheitsfaktoren und soziale Gesundheitsressourcen im sozio-psycho-biologischen System Inhaltsübersicht mit lesbaren Seiten. De Gruyter Verlag 2003
11. ↑  Theodor D. Petzold: Erfahrungen mit dem Autonomietraining nach Grossarth-Maticek – als Allgemeinarzt mit psychosomatischem Schwerpunkt und als Ausbilder im Autonomietraining. (PDF) Archiviert vom Original am 5. März 2016; abgerufen am 8. Januar 2016.
12. ↑  Ronald Grossarth-Maticek: Kompentent Gesund Seite 10
13. ↑  Interview mit Ronald Grossarth: Wenn Liebe und Schmerz zur Versöhnung führen Rhein-Neckar-Zeitung, Januar 2019
14. ↑  Der Titelschutz Anzeiger Nr. 516, Woche 18/2001
15. ↑  R. Ader, N. Cohen: Behaviorally conditioned immunosuppression. In: Psychosomatic medicine. Band 37, Nummer 4, 1975, S. 333–340, ISSN 0033-3174. PMID 1162023.
16. ↑  Renatus Ziegler, Ronald Grossarth-Maticek: Individual Patient Data Meta-analysis of Survival and Psychosomatic Self-regulation from Published Prospective Controlled Cohort Studies for Long-term Therapy of Breast Cancer Patients with a Mistletoe Preparation (Iscador). In: Evidence-based complementary and alternative medicine : eCAM. Band 7, Nummer 2, Juni 2010, S. 157–166, doi:10.1093/ecam/nen025, PMID 18955332, PMC 2862937 (freier Volltext).
17. ↑  Systemische Epidemiologie und präventive Verhaltensmedizin chronischer Erkrankungen Strategien zur Aufrechterhaltungen der Gesundheit. De Gruyter, Berlin 1999
18. ↑  Synergetische Präventivmedizin. Strategien für Gesundheit. Springer, Heidelberg 2008
19. ↑  H. Goodare:  In: Jahrbuch der Psychoonkologie, Seite 112
20. ↑  Ulla Franken: Emotionale Kompetenz – Eine Basis für Gesundheit und Gesundheitsförderung Seite 122 f.
21. ↑  Grossarth-Maticek: Kognitive Verhaltenstherapie – Rauchen Übergewicht Emotionaler Stress
22. ↑  Hajo Schuhmacher: Der ideale Bürger – Den Reformern der Regierung Schröder fehlte bislang der selbstbestimmte und veränderungsfrohe Mensch. Eine Studie versucht erstmals zu beweisen: Wer vom Staat nichts erwartet, lebt länger. Der Spiegel 23. Juni 2000.
23. ↑  Wolfgang Eichhorn: Das Grundeinkommen: Würdigung – Wertungen – Wege
24. ↑  Ronald Grossarth-Maticek, Johannes Eurich: Das bedingungslose Grundeinkommen in der Diskussion
25. ↑  Reinhold Schwarz und Susanne Singer: Einführung Psychosoziale Onkologie. UTB, München 2008, S. 37, ISBN 978-3-8252-3071-5
26. ↑  Helm Stierlin (Psychologie Heute, Mai 1998), zitiert nach: Psychologie heute: Kann man Krebs doch wirksam vorbeugen – und heilen? Archiviert vom Original (nicht mehr online verfügbar) am 28. Januar 2016; abgerufen am 19. März 2011.
27. ↑  Ronald Grossarth-Maticek: Synergetische Präventivmedizin. W. Wittman: Ergebnisse einer kritischen Analyse der Daten und Methoden
28. ↑  Rhein-Neckar-Zeitung: Heidelberger Wissenschaftler Ronald Grossarth-Maticek über Radikalismen
29. ↑  Bojan Godina: Systemisch finale Intelligenz – Theoretisches Übergangskonzept auf dem Weg von der Intelligenz zur Weisheit Springer Verlag 2018, Seite 90–100.
30. ↑  P. Green McDonald, M. O’Connell, S. K. Lutgendorf: Psychoneuroimmunology and cancer: a decade of discovery, paradigm shifts, and methodological innovations. In: Brain, behavior, and immunity. Band 30 Suppl, März 2013, S. S1–S9, doi:10.1016/j.bbi.2013.01.003, PMID 23333846, PMC 3907949 (freier Volltext) (Review).
31. ↑  Ronald Grossarth-Maticek: Systemische Epidemiologie und präventive Verhaltensmedizin De Gruyter Verlag 1999, Seite 12 und 101.
32. ↑  Dierk Petzold, Nadja Lehmann: Salutogenesis, globalization, and communication
33. ↑  ECPD European Center for Peace and Development
34. ↑  Jun Nagano, Nobuyuki Sudo, Chiharu Kubo, Suminori Kono: Lung cancer, Myocardial Infarction and the Grossarth-Maticek Personality Types – A case-control study in Fukuoka Japan
35. ↑  Jun Nagano et al.: Rational/antiemotional behaviors in interpersonal relationships and the functional prognosis of patients with rheumatoid arthritis: a Japanese multicenter, longitudinal study. In: BioPsychoSocial Medicine 2014, doi:10.1186/1751-0759-8-8.
36. ↑  Jun Nagano: Epidemiological studies in Japan based on the Grossarth‐Maticek principle/theory
37. ↑  Jun Nagano et al.: A Prospective Japanese Study of the Association between Personality and the Progression of Lung Cancer In: Internal Medicine 2006
38. ↑  Jun Nagano et al.: The parenting attitudes and the stress of mothers predict the asthmatic severity of their children: a prospective studyIn: BioPsychoSocial Medicine 2010
39. ↑  Jun Nagano et al.: Psychosocial Stress, Personality, and the Severity of Chronic Hepatitis C In: Original Research Reports 2004
40. ↑  Chiharo Kubo: The Contribution of Professor Yujiro Ikemi to the Development of Psychosomatic Medicine in Japan
41. ↑  Universität Heidelberg Kooperationen
42. ↑  The Ikemi Award – Japanese Society of Psychosomatic Medicine
43. ↑  オートノミートレーニング 第１回研修会
44. ↑  Krebs-Chancen
45. ↑  The Japan Autonomy Association
46. 1 2 3 4  Anthony J Pelosi: Personality and fatal diseases: Revisiting a scientific scandal. In: Journal of Health Psychology. Band 24, Nr. 4, März 2019, ISSN 1359-1053, S. 421–439, doi:10.1177/1359105318822045.
47. ↑  The Cancer Personality Scandal (Part 1). In: Neuroskeptic. 25. Februar 2019, abgerufen am 12. April 2019.
48. ↑  Priori: Anthony Pelosi
49. ↑  Bernard H. Fox: Quandaries Created by Unlikely Numbers in Some of Grossarth-Maticek's Studies. In: Psychological Inquiry. Band 2, Nr. 3, Juli 1991, ISSN 1047-840X, S. 242–247, doi:10.1207/s15327965pli0203_5.
50. ↑  Andrew Steptoe, Jane Wardle, Mark Hamer, Yoichi Chida: Do stress-related psychosocial factors contribute to cancer incidence and survival? In: Nature Reviews Clinical Oncology. Band 5, Nr. 8, August 2008, ISSN 1759-4782, S. 466–475, doi:10.1038/ncponc1134 (nature.com [abgerufen am 12. April 2019]).
51. ↑  David F Marks: The Hans Eysenck affair: Time to correct the scientific record. In: Journal of Health Psychology. Band 24, Nr. 4, März 2019, ISSN 1359-1053, S. 409–420, doi:10.1177/1359105318820931.
52. ↑  Archivierte Kopie (Memento vom 6. Juni 2019 im Internet Archive) Stellungnahme von Professor Grossarth-Maticek bezüglich der neuesten Denunziation anhand eines Interviews am 5. Juni 2019 mit Bojan Godina. Auf: krebs-chancen.de, 5. Juni 2019
53. ↑  John B. Whitfield, J. George Landers, Nicholas G. Martin, Gregory J.Boyle: Validity of the Grossarth-Maticek and Eysenck personality-stress model of disease: An empirical prospective cohort study
54. ↑  Michael Bloch: Querschnittsstudie zur Untersuchung von Selbstregulation und Rauchen als Prädiktoren für Lungenkrebs Seite 9, Bochum, 2019
55. ↑  Michael Bloch: Querschnittsstudie zur Untersuchung von Selbstregulation und Rauchen als Prädiktoren für Lungenkrebs Bochum, 2019
56. ↑  Hans Krieger: Die kranken Rebellen – Ronald Grossarth-Maticeks „Revolution der Gestörten“

| Personendaten    | Personendaten                     |
| ---------------- | --------------------------------- |
| NAME             | Grossarth-Maticek, Ronald         |
| KURZBESCHREIBUNG | deutscher Mediziner und Buchautor |
| GEBURTSDATUM     | 1940                              |
| GEBURTSORT       | Budapest                          |